# Alter Kirchturm (Dillhausen)

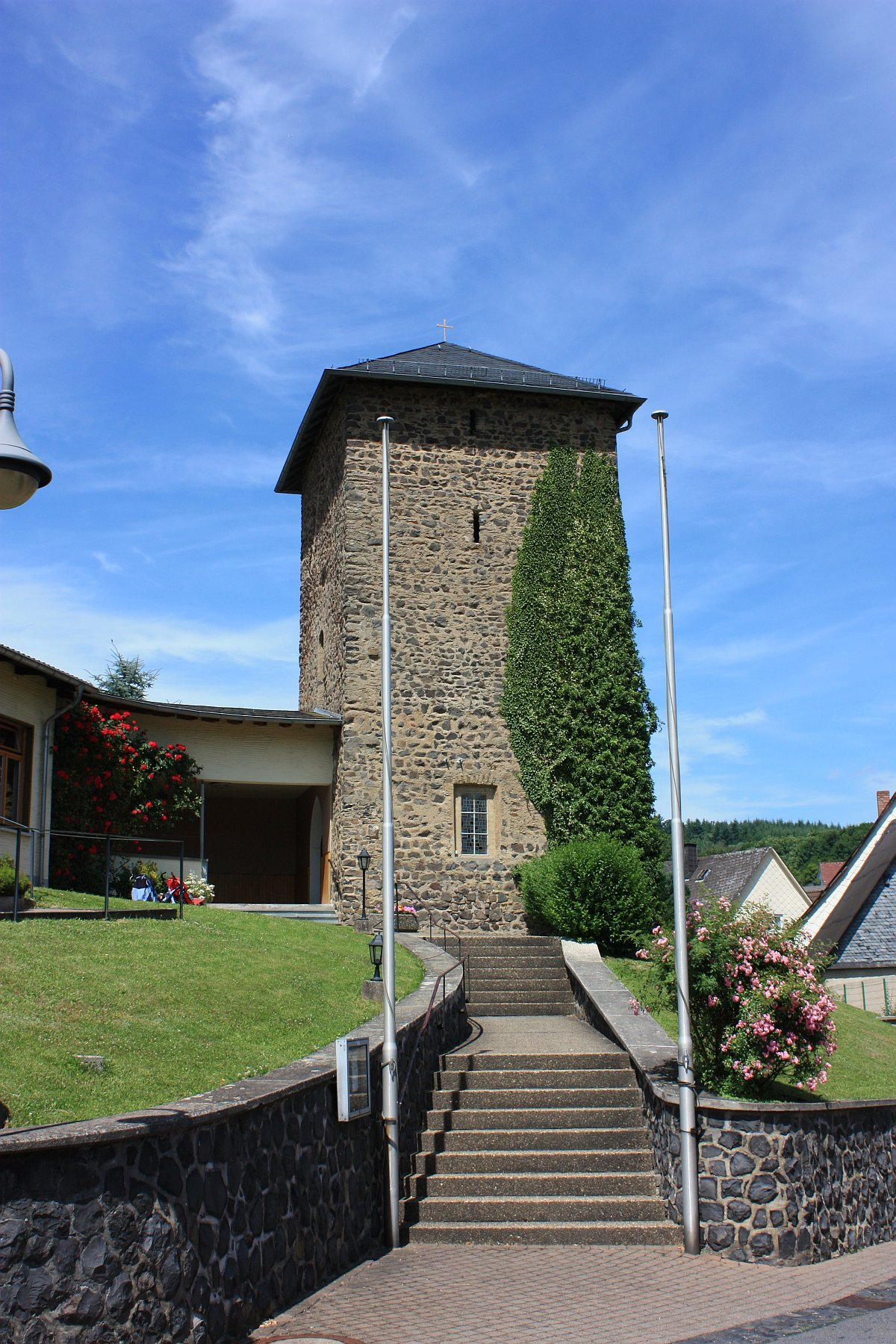
Alter Kirchturm in Dillhausen

Der Alte Kirchturm in Dillhausen, einem Ortsteil der Gemeinde Mengerskirchen im mittelhessischen Landkreis Limburg-Weilburg, wurde um 1300 errichtet. Der Kirchturm an der Marktstraße 3 ist ein geschütztes Kulturdenkmal.
Es ist der Chorturm einer Wehrkirche aus spätromanischer Zeit, der einzige Rest der alten Kirche, die Mitte der 1950er-Jahre abgebrochen wurde. 
Der quadratische Turm aus Bruchsteinmauerwerk hat heute ein flaches Zeltdach. Im ehemaligen Altarraum sind ein Kreuzgewölbe mit Resten von Malereien und ein barockes Vesperbild erhalten.
Der Turm wird als Kriegergedächtnisstätte genutzt.